# Livedo reticularis
Die Livedo reticularis, von lateinisch lividus ‚bläulich‘ und lateinisch reticularis ‚netzartig‘,  ist eine bei Unterkühlung auftretende Störung der Hautdurchblutung mit Auftreten netzartiger blauroter Streifen „Kältemarmorierung“ oder ringförmige Zyanose um ein blasses Zentrum meist an den Unterschenkeln.
Synonyme sind: Cutis marmorata; Marmorhaut; Livedo anularis; Kältemarmorierung
Das Phänomen ist nicht mit der narbenbildenden Livedovaskulopathie zu verwechseln.

## Verbreitung und Ursache
Die Häufigkeit ist nicht bekannt. In der Regel handelt es sich um eine harmlose, funktionelle, temperaturabhängige Störung der Hautdurchblutung mit Strömungsverlangsamung und Sauerstoffmangel und dadurch bedingter Hautveränderung. Auslöser ist meist Kälteexposition, seltener Wärmeexposition (Erythema e calore).
Diese Veränderung tritt regelmäßig in den ersten Lebenswochen bei leichter Abkühlung auf sowie bei jungen (meist weiblichen) Erwachsenen.
Frauen zwischen 20 und 50 Jahren sind gehäuft betroffen.
Eine Livedo reticularis kann auch ein Hinweis auf eine Trisomie 18, ein Down-Syndrom, ein Cornelia-de-Lange-Syndrom oder eine Hypothyreose sein.
Die Cutis marmorata kann auch bei einigen Syndromen als wesentliches Merkmal auftreten:
- Megalenzephalie-Kapillarfehlbildungen-Polymikrogyrie-Syndrom
- Cutis marmorata teleangiectatica congenita[5]
- Sneddon-Syndrom

## Sekundäre Formen
Bei folgenden Erkrankungen kann sie als Begleiterscheinung (sekundär) auftreten:
- Antiphospholipid-Syndrom
- Hepatitis C
- Kollagenose wie Systemischer Lupus erythematodes
- Komplexes regionales Schmerzsyndrom (Sudek Dystrophie)
- Kryoglobulinämie
- Paraproteinämie
- Polyarteriitis nodosa
- Polyglobulie
- Rheumatoide Arthritis
- Tuberkulose

außerdem als Nebenwirkung von Medikamenten wie Amantadin, Erythromycin, Heparin, Interferonen und Memantin

## Klinische Erscheinungen
Klinische Kriterien sind:
- Temperaturabhängige Hautveränderungen meist an den Händen, Füßen, Unterarmen und Unterschenkeln
- netzartige bis ringförmige Hautzeichnung mit roten Randzonen

## Differentialdiagnostik
Abzugrenzen sind Akrozyanose und die Livedo racemosa sowie zentral bedingte Störungen wie Schlaganfall oder Schädel-Hirn-Trauma. 